# Эугустер, Эрнст
Эрнст Эугустер (фр. Ernst Eugster; род. 22 января 1945) — голландский дзюдоист, чемпион и призёр чемпионатов Нидерландов, бронзовый призёр чемпионатов Европы и мира.

## Карьера
Выступал в полутяжёлой (до 93 кг) и абсолютной весовых категориях. Чемпион (1969 и 1971 годы), серебряный (1969) и бронзовый (1965, 1968, 1970, 1972) призёр чемпионатов Нидерландов. Победитель и призёр международных турниров. Бронзовый призёр чемпионатов Европы 1968, 1971 и 1972 годов. Бронзовый призёр чемпионатов мира 1967 и 1969 годов.